# Фрэйзер, Грег
Грег Фрэйзер (англ. Greig Fraser; род. 3 октября 1975, Мельбурн) — австралийский кинооператор. Лауреат премии «Оскар» за лучшую операторскую работу за фильм «Дюна».

## Биография
Грег Фрэйзер родился 3 октября 1975 года в Мельбурне, Австралия. Образование получал в Мельбурнском королевском технологическом университете. Его наиболее известными работами являются фильмы «Цель номер один» режиссёра Кэтрин Бигелоу, «Охотник на лис» Беннетта Миллера, «Изгой-один. Звёздные войны: Истории» Гарета Эдвардса, «Дюна» Дени Вильнёва и «Бэтмен» Мэтта Ривза. Является членом Австралийского и Американского общества кинооператоров.
В 2023 году Роджер Дикинс назвал работу Грега Фрейзера в картине «Бэтмен» экстраординарной и лучшей операторской работой года, осудив Киноакадемию за игнорирование ленты в соответствующей категории при выборе номинантов на «Оскар».

## Фильмография

### Оператор фильмов
- 2022 — Бэтмен / Batman (реж. Мэтт Ривз)
- 2021 — Дюна / Dune (реж. Дени Вильнёв)
- 2019 — Мандалорец / The Mandalorian (3 серии первого сезона) (реж. Дейв Филони, Дебора Чоу)
- 2018 — Власть / Vice (реж. Адам Маккей)
- 2018 — Мария Магдалина / Mary Magdalene (реж. Гарт Дэвис)
- 2016 — Изгой-один. Звёздные войны: Истории / Rogue One: A Star Wars Story (реж. Гарет Эдвардс)
- 2016 — Лев / Lion (реж. Гарт Дэвис)
- 2014 — Игрок / The Gambler (реж. Руперт Уайатт)
- 2014 — Охотник на лис / Foxcatcher (реж. Беннетт Миллер)
- 2012 — Цель номер один / Zero Dark Thirty (реж. Кэтрин Бигелоу)
- 2012 — Ограбление казино / Killing Them Softly (реж. Эндрю Доминик)
- 2012 — Белоснежка и охотник / Snow White & the Huntsman (реж. Руперт Сандерс)
- 2010 — Впусти меня. Сага / Let Me In (реж. Мэтт Ривз)
- 2009 — Мальчики возвращаются / The Boys Are Back (реж. Скотт Хикс)
- 2009 — Последняя поездка / Last Ride (реж. Глендин Айвин)
- 2009 — Яркая звезда / Bright Star (реж. Джейн Кэмпион)
- 2007 — У каждого своё кино / Chacun son cinéma (эпизод «Божья коровка» / The Lady Bug) (реж. Джейн Кэмпион)
- 2006 — Гром среди ясного неба / Out of the Blue (реж. Роберт Саркис)
- 2006 — Мечта гусеницы / Caterpillar Wish (реж. Сандра Скиберрас)
- 2006 — Беспомощный / Stranded (реж. Стюарт МакДональд)
- 2005 — Еврейский мальчик / Jewboy (реж. Тони Кравиц)

### Оператор короткометражек
- 2013 — Greatness Awaits (реж. Руперт Сандерс)
- 2013 — The Captain (реж. Нэш Эдгертон и Спенсер Сассер)
- 2011 — Сцены из пригорода / Scenes from the Suburbs (реж. Спайк Джонз)
- 2008 — Theo huong den ma di (The Fading Light) (реж. Thien Do)
- 2008 — Карликовый нидерландский кролик / Netherland Dwarf (реж. Дэвид Мишо)
- 2007 — Паук / Spider (реж. Нэш Эдгертон)
- 2007 — Арбалет / Crossbow (реж. Дэвид Мишо)
- 2006 — Дневник воды / The Water Diary (реж. Джейн Кэмпион)
- 2006 — Love This Time (реж. Риз Грэхэм)
- 2005 — Счастливчик / Lucky (реж. Нэш Эдгертон)
- 2004 — Marco Solo (реж. Adrian Bosich)
- 2003 — Топливо / Fuel (реж. Нэш Эдгертон)
- 2003 — Сумка фейерверков / Cracker Bag (реж. Глендин Айвин)
- 2003 — Forbidden (реж. Джереми Ангерсон и Надя Костич)
- 2002 — Первая любовь / First Love (реж. Bronwyn Schmerl)

### Оператор музыкальных клипов
- 2010 — How to Destroy Angels — The Space in Between (реж. Руперт Сандерс)
- 2009 — Боб Дилан — Beyond Here Lies Nothin' (реж. Нэш Эдгертон)
- 2009 — Боб Дилан — Must Be Santa (реж. Нэш Эдгертон)

## Награды и номинации
- Премия Американского общества кинооператоров — лауреат 2016 года за фильм «Лев»[6]

- Премия Австралийского общества кинооператоров — лауреат 2011 года за фильм «Яркая звезда»[7]

- Премия британского независимого кино — лауреат 2009 года за фильм «Яркая звезда»[7]

- Международный фестиваль искусства кинооператоров Camerimage
  - Лауреат 2010 года за лучшую операторскую работу в музыкальном клипе The Space in Between[8]
  - Золотая лягушка 2016 года за фильм «Лев»[9]

- Премия «Оскар» за лучшую операторскую работу — номинировался в 2017 году за фильм «Лев»[10]

- Премия BAFTA за лучшую операторскую работу — номинировался в 2017 году за фильм «Лев»[11]